# Polyrhachis pubescens
Polyrhachis pubescens är en myrart som beskrevs av Mayr 1879. Polyrhachis pubescens ingår i släktet Polyrhachis och familjen myror.

## Underarter
Arten delas in i följande underarter:
- P. p. alatisquamis
- P. p. pubescens